# Valea Mare (gmina w okręgu Vâlcea)
Valea Mare – gmina w Rumunii, w okręgu Vâlcea. Obejmuje miejscowości Bătășani, Delureni, Drăganu, Mărgineni, Pietroasa i Valea Mare. W 2011 roku liczyła 2610 mieszkańców.